# Antoinette Baker
Antoinette Baker, född 24 december 1934 i Stockholm, död 19 juli 2020, var en svensk psykoanalytiker och barnboksförfattare.

## Biografi
Baker studerade medicin vid Karolinska institutet men övergick sedan till att genomgå en Jung-utbildning i psykoanalys i Zürich. Under tiden fick familjen tre barn, och när barnen var små skrev Baker fyra barnböcker. Böckerna har getts ut i flera upplagor, och har översatts till danska, tyska och nederländska. Hon verkade i många år i Zürich som psykoanalytiker vid C.G. Junginstitutet.